# The Albums 1970–1973
The Albums 1970–1973 es una caja recopilatoria de la banda británica de rock progresivo Curved Air, publicado a finales de enero de 2021. La caja recopilatoria cubre la carrera de Curved Air desde 1970 hasta 1973.
La caja recopilatoria incluye ediciones remasterizadas de Air Conditioning, Second Album, Phantasmagoria y Air Cut. También incluye la versión de sencillo de «It Happened Today», «What Happens When You Blow Yourself Up» y «Sarah's Concern» como bonus tracks.

## Recepción de la crítica
A.D. Amorosi de Jazz Times finalizó su reseña escribiendo: “The Albums 1970–1973 es desigual: dos álbumes épicos, dos menos, aunque todavía interesantes en algunos lugares, pero en general vale la pena el recorrido y el precio”. En The Progressive Aspect, James R. Turner declaró, “Para cualquier persona nueva en Curved Air, esta es una excelente introducción económica”. Lorne Murphy elogió la “admirable dedicación” y “meticulosa atención” por parte de Esoteric con su incansable campaña de reedición a lo largo de los años. El escribió: “Estos cuatro volúmenes iniciales exhiben una banda talentosa e innovadora que compone obras vitales y emocionantes que se asemejan a una larga entrada de ‘Lo mejor de’ cuando se compilan como tales”. Aaron Conn de Pop Culture Beast catalogó el álbum como un “lanzamiento impresionante de Cherry Red Records”, escribiendo: “Si está interesado en explorar la carrera de Curved Air, este conjunto es la introducción perfecta”. Johnny Sharp comentó que The Albums 1970–1973 celebra “la mezcla completa de identidades sonoras de la banda”, mientras que Chris Browning elogió la calidad de la caja y las notas de álbum, y la describió como “una colección preciosa”.

## Lista de canciones
Todas las canciones escritas y compuestas por Sonja Kristina Linwood y Darryl Way, excepto donde esta anotado. 
| Disco uno: Air Conditioning (CD) |                        |                          |          |  |
| N.º                              | Título                 | Escritor(es)             | Duración |  |
| 1.                               | «It Happened Today»    | Francis Monkman, Linwood | 4:55     |  |
| 2.                               | «Stretch»              | Way, Monkman             | 4:05     |  |
| 3.                               | «Screw»                |                          | 4:03     |  |
| 4.                               | «Blind Man»            | Way, Rob Martin          | 3:32     |  |
| 5.                               | «Vivaldi»              | Way                      | 7:26     |  |
| 6.                               | «Hide and Seek»        |                          | 6:15     |  |
| 7.                               | «Propositions»         | Monkman                  | 3:04     |  |
| 8.                               | «Rob One»              | Martin                   | 3:22     |  |
| 9.                               | «Situations»           | Way, Martin              | 6:17     |  |
| 10.                              | «Vivaldi with Cannons» | Way, Monkman             | 1:35     |  |
| 44:34                            |                        |                          |          |  |

| Bonus tracks |                                                                                   |                  |          |  |
| N.º          | Título                                                                            | Escritor(es)     | Duración |  |
| 11.          | «It Happened Today» (single version)                                              | Monkman, Linwood | 3:50     |  |
| 12.          | «What Happens When You Blow Yourself Up» (double A-side with «It Happened Today») | Monkman, Linwood | 3:34     |  |
| 51:58        |                                                                                   |                  |          |  |

| Disco dos: Second Album (CD) |                           |                        |          |  |
| N.º                          | Título                    | Escritor(es)           | Duración |  |
| 1.                           | «Young Mother»            |                        | 5:55     |  |
| 2.                           | «Back Street Luv»         | Way, Linwood, Ian Eyre | 3:38     |  |
| 3.                           | «Jumbo»                   |                        | 4:11     |  |
| 4.                           | «You Know»                |                        | 4:11     |  |
| 5.                           | «Puppets»                 |                        | 5:26     |  |
| 6.                           | «Everdance»               | Monkman                | 3:08     |  |
| 7.                           | «Bright Summer's Day '68» | Monkman                | 2:54     |  |
| 8.                           | «Piece of Mind»           | Monkman                | 12:52    |  |
| 42:15                        |                           |                        |          |  |

| Disco tres: Phantasmagoria (CD) |                                               |                  |          |  |
| N.º                             | Título                                        | Escritor(es)     | Duración |  |
| 1.                              | «Marie Antoinette»                            |                  | 6:20     |  |
| 2.                              | «Melinda (More or Less)»                      | Linwood          | 3:25     |  |
| 3.                              | «Not Quite the Same»                          |                  | 3:44     |  |
| 4.                              | «Cheetah»                                     | Way              | 3:33     |  |
| 5.                              | «Ultra-Vivaldi»                               | Way, Monkman     | 1:22     |  |
| 6.                              | «Phantasmagoria»                              | Monkman          | 3:15     |  |
| 7.                              | «Whose Shoulder Are You Looking Over Anyway?» | Monkman          | 3:24     |  |
| 8.                              | «Over and Above»                              | Monkman          | 8:36     |  |
| 9.                              | «Once a Ghost, Always a Ghost»                | Monkman, Linwood | 4:25     |  |
| 38:04                           |                                               |                  |          |  |

| Bonus tracks |                                      |          |  |
| N.º          | Título                               | Duración |  |
| 10.          | «Sarah's Concern» (non-álbum single) | 3:20     |  |
| 41:24        |                                      |          |  |

| Disco cuatro: Air Cut (CD) |                          |                                    |          |  |
| N.º                        | Título                   | Escritor(es)                       | Duración |  |
| 1.                         | «The Purple Speed Queen» | Linwood, Kirby Gregory             | 3:20     |  |
| 2.                         | «Elfin Boy»              | Linwood, Eddie Jobson              | 4:20     |  |
| 3.                         | «Metamorphosis»          | Linwood, Jobson                    | 10:30    |  |
| 4.                         | «World»                  | Mike Wedgwood                      | 1:32     |  |
| 5.                         | «Armin»                  | Jobson, Wedgwood, Gregory, Russell | 3:16     |  |
| 6.                         | «U.H.F.»                 | Gregory                            | 6:06     |  |
| 7.                         | «Two-Three-Two»          | Wedgwood                           | 4:10     |  |
| 8.                         | «Easy»                   | Linwood                            | 6:45     |  |
| 39:39                      |                          |                                    |          |  |

## Créditos y personal
Créditos adaptados desde las notas de álbum.
Curved Air
- Sonja Kristina – voz principal y coros, guitarra acústica (disco 1–4)
- Darryl Way – violín, teclado, campanas tubulares, melón, coros (disco 1–3)
- Francis Monkman – guitarras, teclado, percusión (disco 1–3)
- Rob Martin – guitarra bajo (disco 1)
- Florian Pilkington-Miksa – batería, percusión (disco 1–3)
- Ian Eyre – guitarra bajo (disco 2)
- Mike Wedgwood – guitarra bajo, eléctrica y acústica, percusión, voz principal y coros (disco 3–4)
- Eddie Jobson – violín eléctrico, coros, teclado (disco 4)
- Kirby Gregory – guitarra eléctrica y bajo, coros (disco 4)
- Jim Russell – batería (disco 4)

Músicos adicionales
- Annie Stewart – flauta (disco 3)
- Crispian Steele-Perkins, Paul Cosh, James Watson, George Parnaby – trompeta (disco 3)
- Chris Pyne, Alan Gout, David Purser, Steve Saunders – trombón (disco 3)
- Frank Ricotti – vibráfono, xilófono (disco 3)
- Mal Linwood-Ross, Colin Caldwell, Jean Akers – percusión (disco 3)
- Doris the Cheetah – voces adicionales (disco 3)

Personal técnico
- Vicky Powell – coordinadora del proyecto
- Meriel Waissman – diseño de portada
- Malcolm Done – notas de álbum
- Ben Wiseman – masterización
- Mark Powell – investigador, coordinador